# 西部大猩猩
西部大猩猩（Gorilla gorilla）是為人熟悉的大猩猩。

## 分類

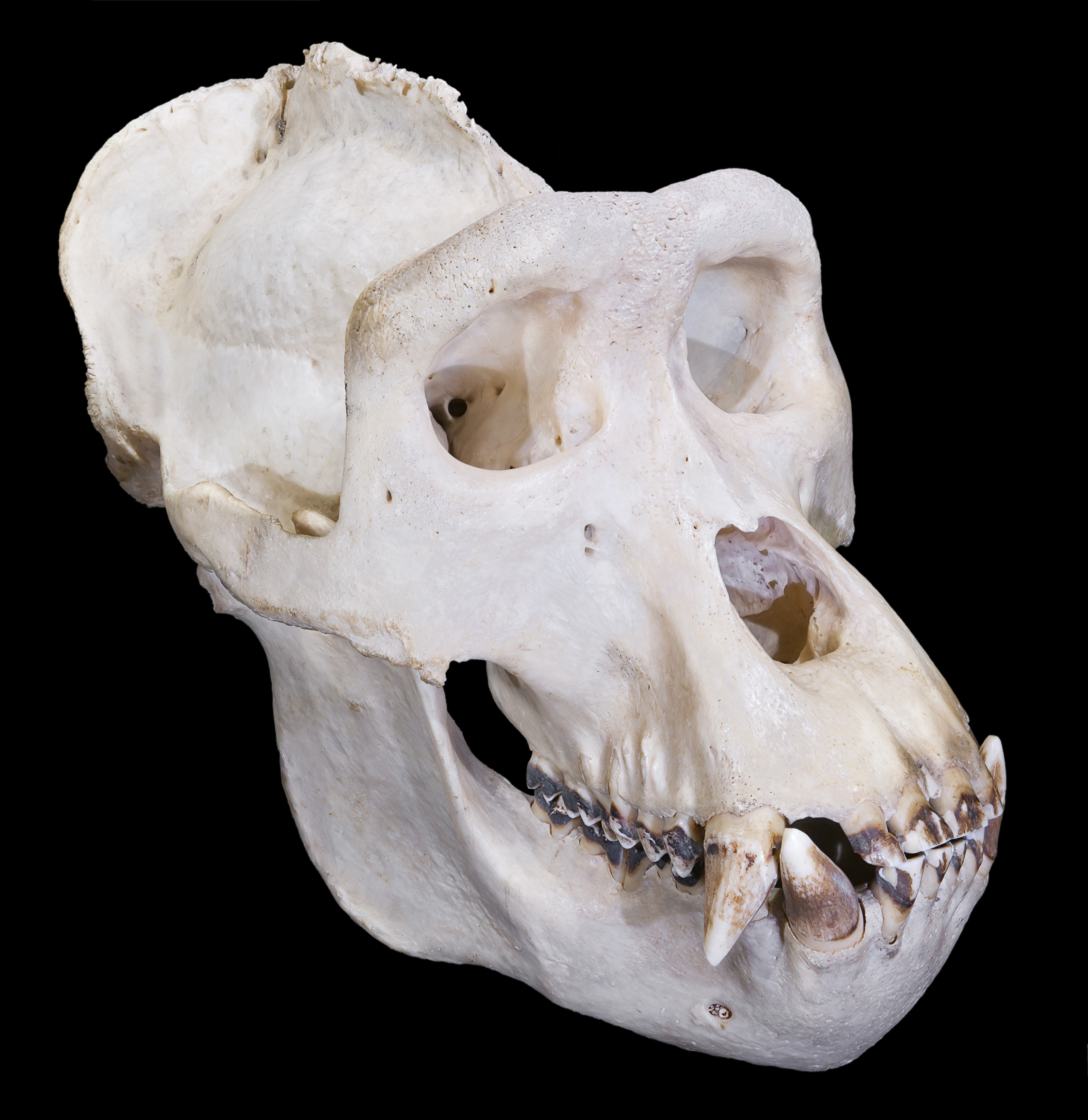
一個雄性大猩猩的頭骨

西部大猩猩可分成两个亚种，即西部低地大猩猩（G. g. gorilla）及克羅斯河大猩猩（G. g. diehli）。
大部份西部大猩猩都是屬於西部低地大猩猩，數量約有94000頭。而克羅斯河大猩猩的數量則少於300頭。

## 外表
西部大猩猩的毛色較東部大猩猩淺色。西部低地大猩猩是褐色及灰色的，前額呈紅色。牠的鼻端起鈎，但東部大猩猩的則沒有。雄性高1.7-1.8米及重140-180公斤；雌性高1.4-1.5米及重60-100公斤。西部大猩猩較東部大猩猩纖細。克羅斯河大猩猩在頭顱骨及牙齒尺寸都與西部低地大猩猩。

## 簡介
西部大猩猩可以靈活的攀樹，且較東部大猩猩多生活在樹上。牠喜歡吃生果，差不多100種不同樹木的果實牠都會吃。西部大猩猩難以追蹤及研究。
西部低地大猩猩的族群很細小，只有4-8個成員。野生的西部大猩猩是會使用工具的。

## 保育
世界自然保護聯盟將西部大猩猩列為極危物種，差不多接近滅絕階段。埃博拉病毒在西部大猩猩的族群中蔓延，令牠們的數量根本不可能增長。